# Orthocis pseudolinearis
Orthocis pseudolinearis är en skalbaggsart som beskrevs av Lohse 1965. Orthocis pseudolinearis ingår i släktet Orthocis, och familjen trädsvampborrare. Arten har ej påträffats i Sverige.